# Jens Piezunka
Jens Piezunka (* 1967 in Bremen) ist ein deutscher Jazzmusiker (Kontrabass) und Chorleiter.

## Leben und Wirken
Piezunka, dessen Eltern Amateurmusiker sind, erhielt klassischen Unterricht auf dem Violoncello und trat bereits als Kind bei Hausmusikabenden seines Großvaters auf. Später lernte er Konzertgitarre (Studium an der Universität Oldenburg); inspiriert durch osteuropäische Folklore und Jazz wechselte er dann zum Kontrabass und zur Popularmusik. Er studierte Jazzbass am Hilversum Conservatorium und der Hochschule für Künste Bremen.
Piezunka wirkte zunächst als Mitglied verschiedener Formationen zwischen Jazz und Weltmusik, etwa mit Joo Kraus und Torsten de Winkel. Darüber hinaus arbeitete er als Theatermusiker am Nationaltheater Mannheim, am Staatstheater Oldenburg und dem Theater Bremen. Seit 2001 gehört Piezunka als Bassist zu dem Streichquartett String Thing, mit dem er Konzerte in West-Afrika, China, Japan und Pakistan gab sowie zunächst die Alben Scooter und Alma Latina einspielte. Ihr Unterrichtswerk Groovy Strings wurde 2010 mit dem Deutschen Musikeditionspreis ausgezeichnet. 2020 legte das Quartett gemeinsam mit Roger Hanschel die CD Beauty of the Essential Detail vor.
Mit seinem Bruder, dem Saxophonisten Dirk Piezunka, und dem Gitarristen Martin Flindt gründete er das Trio Continuum, das Choräle und weltliche Musik der Renaissance reharmonisiert und mit der Improvisationskunst des Jazz verbindet. Bis 2020 entstanden mit dieser Gruppe vier Alben; der Erstling Jazz ’n’ Spirit kam 2011 beim Preis der deutschen Schallplattenkritik auf die Bestenliste. Gemeinsam mit der Djembespielerin Ulla Schmidt spielte er zudem im Duo Djembassy. Weiterhin ist er auf Alben mit dem Trio Kali Gari, mit Csokolom und dem Iki Dünya Quartett zu hören.
Piezunka unterrichtet seit 2008 als Lehrer an der städtischen Musikschule Oldenburg; dort leitet er auch das Groove Orchestra Oldenburg und den Chor ChoRioso. Zugleich leitet er den Chor der städtischen Musikschule Eversten und den Cor-a-Song der IGS Oldenburg.